# Jílovský tunel I
Jílovský tunel I je železniční tunel č. 111 na katastrálním území Jílové u Prahy na železniční trati Praha – Vrané nad Vltavou – Čerčany/Dobříš v km 21,255–21,351 mezi stanicí Jílové u Prahy a zastávkou Luka pod Medníkem.

## Historie
Roku 1882 České obchodní dráhy zprovoznily místní dráhu Nusle–Modřany převážně pro potřeby modřanského cukrovaru. Trať byla roku 1897 prodloužena do Dobříše, roku 1900 byla dostavěna odbočka do Jílového u Prahy, která se zde napojila na již existující trať z Čerčan. V závěru druhé světové války byl tunel využíván jako podzemní továrna Omega I (krycí název Blaumeise I), kam byla přesunuta válečná výroba. Po válce byl tunel opět zprovozněn. Z výjezdového portálu se jede na Žampašský viadukt.
Tunely na trati Skochovický, Libřický, Davelský, Jarovský, Pikovický, Jílovský I, Jílovský II a Klínecký patří neodmyslitelně k romantice trati 210 běžně nazývané Posázavský Pacifik.

## Geologie a geomorfologie
Tunel se nachází v geomorfologické oblasti Středočeská pahorkatina, celku Benešovská pahorkatina s podcelkem Dobříšská pahorkatina s okrskem Jílovská vrchovina.
Geologické podloží v oblasti je tvořeno z proterozoickými mírně metamorfovanými andezity, dacity, ryolity a trondhjemity jílovského pásma, a břidlicemi a drobami štěchovické skupiny.
Tunel leží v nadmořské výšce 290 m, je dlouhý 96,25 m.

## Popis
Jednokolejný tunel je na trati Vrané nad Vltavou – Dobříš mezi stanicí Jílové u Prahy a zastávkou Luka pod Medníkem v údolí Sázavy. Byl proražen roce 1881 v úbočí vrchu pod Včelním Hrádkem. Stavba trati byla zadána firmě Osvald Životský a J. Hrabě, dokončena byla na jaře 1900 a uvedena do provozu 1. května 1900.